# Bernard Woringer
Cet article possède un paronyme, voir Woringen.
Bernard Woringer est un acteur français né le 4 octobre 1931 à Strasbourg et mort le 22 mai 2014 à Puteaux. Il est également connu pour avoir prêté sa voix à de nombreux personnages de cinéma et de télévision.

## Biographie
Pensionnaire de la Comédie-Française de 1958 à 1960, il campe Porthos dans la version de 1961 des Trois Mousquetaires réalisée par Bernard Borderie, aux côtés notamment de Gérard Barray (D'Artagnan), Georges Descrières (Athos) et Jacques Toja (Aramis), puis il est l'ami de Jeoffrey de Peyrac (Robert Hossein) dans Angélique, marquise des anges, également réalisé par B. Borderie. Toujours dans les années 1960, il côtoie Maurice Chevalier à Hollywood dans une production Disney : Rentrez chez vous, les singes ! (Monkeys, Go Home !).
À la télévision, on peut le voir régulièrement dans Au théâtre ce soir et dans plusieurs feuilletons, notamment Anne jour après jour. On peut aussi y entendre sa voix, en particulier dans Dallas : il y est la « 2e voix » de Cliff Barnes (après Pierre Arditi).
Il meurt à Puteaux le 22 mai 2014 à l'âge de 82 ans d'un cancer. Il fait don de son corps à la médecine.

## Théâtre
- 1955 : Le Petit Arpent du bon Dieu d'Erskine Caldwell, mise en scène José Quaglio, Théâtre de l'Ambigu
- 1956 : Macbeth de William Shakespeare, mise en scène Jean Vilar, Festival d'Avignon
- 1957 : Romanoff et Juliette de Peter Ustinov, mise en scène Jean-Pierre Grenier, Théâtre Marigny
- 1957 : Le Chevalier d'Olmedo de Lope de Vega, mise en scène Albert Camus, Festival d'Angers
- 1960 : Attila de Corneille, mise en scène Jean Serge, Festival de Barentin
- 1960 : Carlotta de Miguel Mihura, mise en scène Jacques Mauclair, Théâtre Edouard VII
- 1961 : La Saint-Honoré de Robert Nahmias, mise en scène Guy Lauzin, Théâtre des Nouveautés
- 1961 : Henri III et sa cour de Alexandre Dumas, mise en scène Pierre Bertin, Théâtre de l'Athénée
- 1965 : Une fois par semaine de Muriel Resnik, mise en scène Raymond Gérôme, Théâtre de la Madeleine
- 1968 : L'Amour propre de Marc Camoletti, mise en scène de l'auteur, Théâtre Edouard VII
- 1969 : L'Ascenseur électrique de Julien Vartet, mise en scène Roland Piétri, Théâtre de la Renaissance
- 1980 : La musique adoucit les mœurs de Tom Stoppard, mise en scène Robert Dhéry, Théâtre de la ville
- 1991 : Un château au Portugal de Julien Vartet, mise en scène Idriss, Studio des Champs-Elysées

## Filmographie

### Cinéma
- 1958 : Chéri, fais-moi peur de Jack Pinoteau : Harry, l'espion américain
- 1961 : Les Amours de Paris de Jacques Poitrenaud
- 1961 : Les Trois Mousquetaires : Les Ferrets de la reine de Bernard Borderie : Porthos
- 1961 : Les Trois Mousquetaires : La Vengeance de Milady de Bernard Borderie : Porthos
- 1962 : Pourquoi Paris ? de Denys de La Patellière
- 1964 : Angélique Marquise des Anges de Bernard Borderie : Bernard d'Andijos
- 1967 : Rentrez chez vous, les singes ! (Monkeys, Go Home !) de Andrew V. McLaglen
- 1969 : The Madwoman of Chaillot de Bryan Forbes
- 1969 : Le Clan des siciliens de Henri Verneuil : un inspecteur
- 1978 : Les Seize Ans de Jérémy Millet de Dominique Maillet
- 1988 : Mon cher sujet de Anne-Marie Miéville
- 2001 : Le Roman d'Alexandre de Xavier Quentin : Gilles, l'ami et mentor d'Alexandre

### Télévision
- 1961 : Le Théâtre de la jeunesse : Le Capitaine Fracasse d'après Le Capitaine Fracasse de Théophile Gautier, réalisation François Chatel : Sigognac/Fracasse
- 1962 : La Belle et son fantôme de Bernard Hecht : Mamoulian
- 1962 : La Lettre dans un taxi de François Chatel
- 1964 : Les Cinq Dernières Minutes : Fenêtre sur jardin de Claude Loursais
- 1966 : L'Amour en papier de François Chatel
- 1967 : Meurtre en sourdine de Gilbert Pineau
- 1969 : Au théâtre ce soir : Carlos et Marguerite de Jean Bernard-Luc, mise en scène Christian-Gérard, réalisation Pierre Sabbagh, Théâtre Marigny
- 1976 : Anne jour après jour de Bernard Toublanc-Michel : 'François Gallart
- 1979 : Messieurs les Jurés : L'Affaire Coublanc de Dominique Giuliani
- 1978 : Le Mutant de Bernard Toublanc-Michel : Walter
- 1980 : Au théâtre ce soir : Feu Toupinel d'Alexandre Bisson, mise en scène Jacques Fabbri, réalisation Pierre Sabbagh, Théâtre Marigny
- 1981 : Marie-Marie de François Chatel : Chenard
- 1987 : Les Douze Salopards : Mission Suicide de Lee H. Katzin : George Flamand
- 2000 : Julie Lescaut, épisode 2 saison 9, Délit de justice de Daniel Janneau : Maître Lambert

## Doublage

### Cinéma

#### Longs métrages
- Robert Wagner dans :
  - La Bande à César (1968) : Harry
  - Airport 80 Concorde (1979) : Dr Kevin Harrison

- John Philip Law dans :
  - Danger : Diabolik ! (1968) : Diabolik
  - Tarzan, l'homme singe (1981) : Harry Holt

- Donald Sutherland dans :
  - De l'or pour les braves (1970) : Oddball dit « le Cinglé »
  - L'Arme à l'œil (1978) : Faber

- Franco Nero dans :
  - L'ouragan vient de Navarone (1978) : Capt. Nikolai Leskovar
  - Cobra (1980) : Larry Stanziani dit « le Cobra »

- Wolf Kahler dans :
  - Le lion sort ses griffes (1980) : De Gooyer
  - Les Aventuriers de l'arche perdue (1981) : le colonel Hermann Dietrich

- Marius Weyers dans :
  - Les dieux sont tombés sur la tête (1980)[3] : Andrew Steyn
  - Bopha ! (1993) : le capitaine Van Tonder

- William Atherton dans :
  - Piège de cristal (1988) : Richard Thornberg
  - 58 minutes pour vivre (1990) : Richard Thornberg

Mais aussi :
- 1955[4] : Fort Yuma : le caporal Samuel Taylor (James Lilburn)
- 1956 : Bambino : Franco Danieli (Mario Girotti)
- 1958 : La Mouche noire : André Delambre (Al Hedison)
- 1958 : Le Septième Voyage de Sinbad : Sinbad (Kerwin Mathews)
- 1959 : Ceux de Cordura : le lieutenant William Fowler (Tab Hunter)
- 1959 : Caravane vers le soleil : Pepe Dauphin (Jacques Bergerac)
- 1961 : La Bataille de Corinthe : Dieos (John Drew Barrymore)
- 1961 : Maciste contre les monstres : Maciste (Reg Lewis)
- 1961 : Romulus et Remus : Curzio (Jacques Sernas)
- 1962 : Maciste contre les géants : Oniris (Erno Crisa)
- 1963 : Les Nouvelles Aventures d’Ali Baba : Ali baba (Richard Lloyd)
- 1963 : Patrouilleur 109 : Raymond Starkey (Sam Gilman)
- 1963 : Pousse-toi, chérie : Nicholas « Nick » Arden (James Garner)
- 1963 : Oui ou non avant le mariage ? : Dave Manning (Dean Jones)
- 1963 : Le Manoir maudit : George Dickson (Marco Mariani)
- 1964 : La Vengeance de Spartacus : Arminio (Gordon Mitchell)
- 1964 : Madame Croque-maris : Edgar Hopper (Dick Van Dyke)
- 1965 : Les Compagnons de la gloire : Sol Rogers (Harve Presnell)
- 1965 : Les Prairies de l'honneur : Sam Stephens (Doug McClure) (1er doublage)
- 1965 : Les Chemins de la puissance : Mark (Michael Craig)
- 1966 : La Vengeance de Siegfried ou Le Trésor des Nibelungen : Volker (Hans von Borsody)
- 1966 : Trois sur un sofa : Ben Mizer  (James Best)
- 1966 : Le Forum en folie : le joueur de dès (John Bennett)
- 1966 : Un truand : Al Morgan (Todd Armstrong)
- 1966 : Les Anges sauvages : Joe Kearns / Loser (Bruce Dern)
- 1966 : Arizona Colt : le shérif (Mirko Ellis)
- 1967 : Trois pistolets contre César : Étienne Devereaux (Nadir Moretti)
- 1967 : Le Justicier de l'Arizona : Lee Sutton (Chad Everett)
- 1967 : Le Plus Heureux des milliardaires : Lieutenant Grayson (William Wellman Jr.)
- 1967 : La Guerre des cerveaux : Jim Tanner (George Hamilton)
- 1967 : Ringo au pistolet d'or : Johnny Oro/ Ringo (Mark Damon)
- 1967 : Je vais, je tire et je reviens : l'étranger (George Hilton)
- 1968 : Les Bérets verts : le sergent Petersen (Jim Hutton)
- 1969 : Goodbye Columbus :  Ronald  (Michael Meyers)
- 1969 : Le Pont de Remagen : Major Barnes (Bradford Dillman)
- 1969 : Les Gens de la pluie : Jimmy Kilgannon (James Caan)
- 1969 : Stiletto : le comte Cesare Cardinali (Alex Cord)
- 1973 : Serpico : un policier dans le couloir de l'hôpital (Judd Hirsch)
- 1974[5] : La Tour infernale : Jim Duncan (William Holden)
- 1977 : Héros : Leo Sturges (Earle Towne)
- 1978 : Midnight Express : Stan Daniels (Michael Ensign)
- 1978 : Doux, dur et dingue : Harlan (Richard Jamison)
- 1979 : Apocalypse Now : le colonel Lucas (Harrison Ford) (1er doublage)
- 1979 : Manhattan : un invité à la soirée (Victor Truro)
- 1979 : Guerre et Passion : Paul Sellinger (Christopher Plummer)
- 1979 : Que le spectacle commence : Lucas Sergeant (John Lithgow)
- 1979 : Le Trou noir : le capitaine Dan Holland (Robert Forster)
- 1980 : Flash Gordon : le copilote du jet privé (Thomas Lance)
- 1980 : Réaction en chaîne : Heinrich Schmidt (Ross Thompson)
- 1980 : Stardust Memories : un ami de Sandy[Qui ?]
- 1981 : Sans retour : 'Coach' Bowden (Alan Autry)
- 1981 : La Vallée de la mort : Paul Stanton (Edward Herrmann)
- 1984 : L'Épée du vaillant : le Chevalier Vert (Sean Connery)
- 1985 : La Chair et le Sang : Martin (Rutger Hauer)
- 1985 : Explorers : M. Müller (James Cromwell)
- 1985 : Le Pacte Holcroft : Noel Holcroft (Michael Caine)
- 1987 : Le Flic de Beverly Hills 2 : Maxwell Dent (Jürgen Prochnow)
- 1988 : Piège de cristal : Harry Ellis (Hart Bochner)
- 1991 : Panique chez les Crandell : Bruce (David Duchovny)
- 1994 : La Mort pour vivre : le Marshall Bill Speakes (Sam Elliott)
- 1996 : Mother : Charles (Peter White)
- 1997 : Affliction : Rolfe Whitehouse (Willem Dafoe)
- 2002 : Dérapages incontrôlés : Stephen Delano (Sydney Pollack)

#### Longs-métrages d'animation
- 1994 : Le Septième Petit Frère : Le grand père, Jules le faucon et Docteur Hibou
- 1994 : Richard au pays des livres magiques : Long John Silver
- 2002 : La Barbe du roi : le roi Albert

### Télévision
- Au cœur du temps rôle de Paris (Paul Carr) épisode
- Robert Vaughn dans :La revanche des dieux (saison 1) 1966
  - Colorado : Morgan Wendell
  - Les Arnaqueurs VIP : Albert Stroller (1re voix)
- Stargate SG-1 : Colonel Kennedy (Alan Rachins) (saison 1, épisode 3) et Dollen (Malcolm Stewart) (saison 6, épisode 10)
- Petite Merveille : Ted Lawson (Dick Christie)
- Dallas : Cliff Barnes (Ken Kercheval) (2e voix)
- Les Enquêtes de Remington Steele : Remington Steele (Pierce Brosnan)
- L'Agence tous risques : le colonel Derryck Lynch (William Lucking[6]) (1re voix) et le colonel Decker (Lance LeGault)[7] (2e voix)
- Shogun : le père Alvito (Damien Thomas)
- Columbo : Ward Fowler / le lieutenant Lucerne (William Shatner)
- Hercule Poirot : Harry Lee (Brian Gawspari) (épisode Le Noël d'Hercule Poirot)
- Le Souffle de la guerre : Warren Henry (Ben Murphy)
- Arabesque : Tom Benzinger (Jim Metzler) (saison 7, épisode 18)
- L'Affaire Protheroe : l'inspecteur Slack (David Horovitch (en)) et Fred Abbot (Tony Brandon)
- Loterie : Eric Rush (Marshall Colt)
- La Loi selon McClain : Détective Harry Gates (Marshall Colt)
- Wycliffe : Superintendant Charles Wycliffe (Jack Shepherd (en))
- Le Crime de l'Orient-Express : Pierre Michel (Nicolas Chagrin)

### Jeux vidéo
- 1997 : Atlantis : Secrets d'un monde oublié : Actyon le pêcheur